# Gang Olsena (film 1968)
Gang Olsena (duń. Olsen-Banden) – duński barwny film komediowy z 1968 roku w reżyserii Erika Ballinga. Film okazał się tak wielkim sukcesem, że zaowocował licznymi kontynuacjami, które stworzyły jedyny w swoim rodzaju cykl Gang Olsena składający się z 14 filmów. Do dziś seria ta jest najsłynniejszym dziełem w historii kinematografii duńskiej.
Polska premiera odbyła się we wrześniu 1970 roku w podwójnym pokazie z jugosłowiańskim krótkometrażowym Niedzielnym piknikiem produkcji Filmski autorski studio z 1968 roku.

## Fabuła

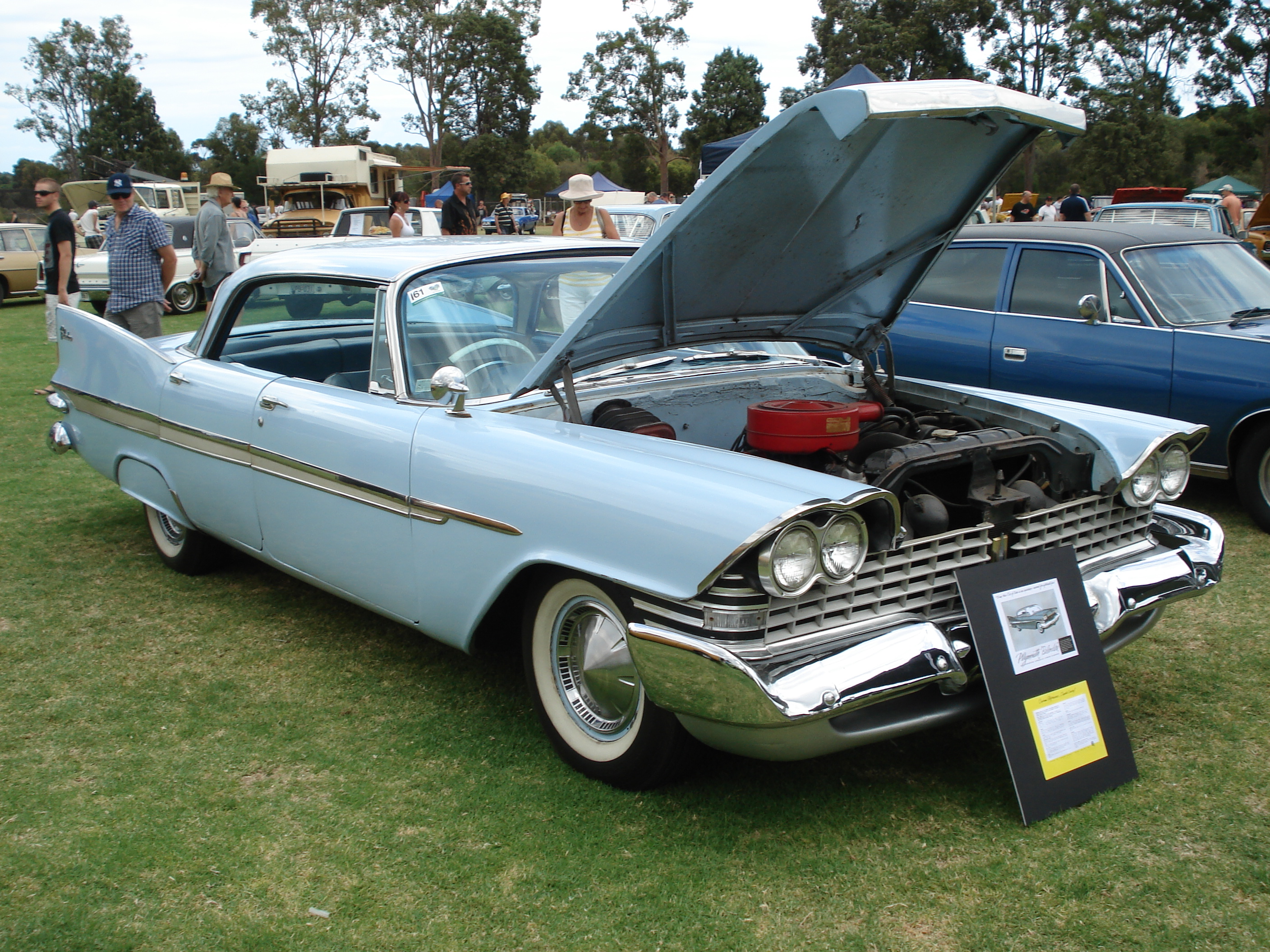
Plymouth Belvedere, jakim porusza się w filmie gang Olsena

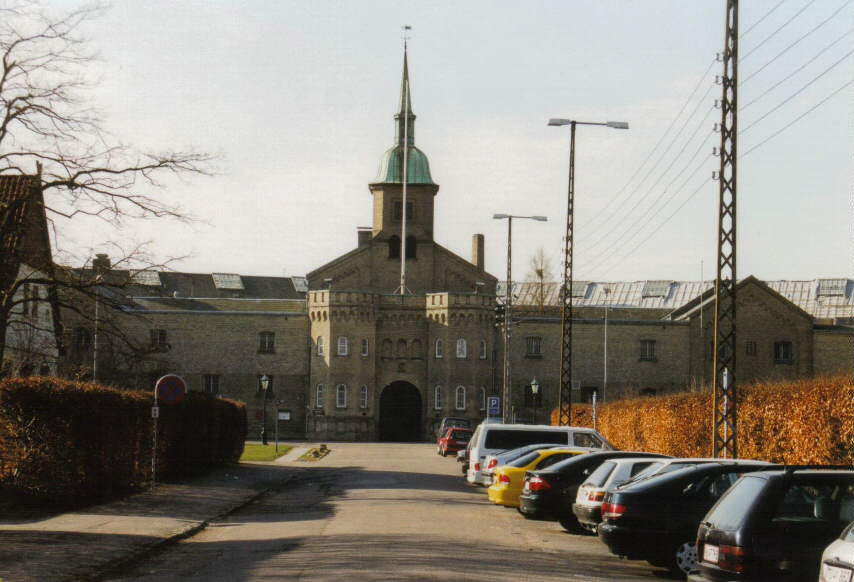
Więzienie, które Egon opuszcza na początku filmu i do którego powraca pod koniec filmu. Egon będzie wielokrotnie wracać do niego w kolejnych filmach

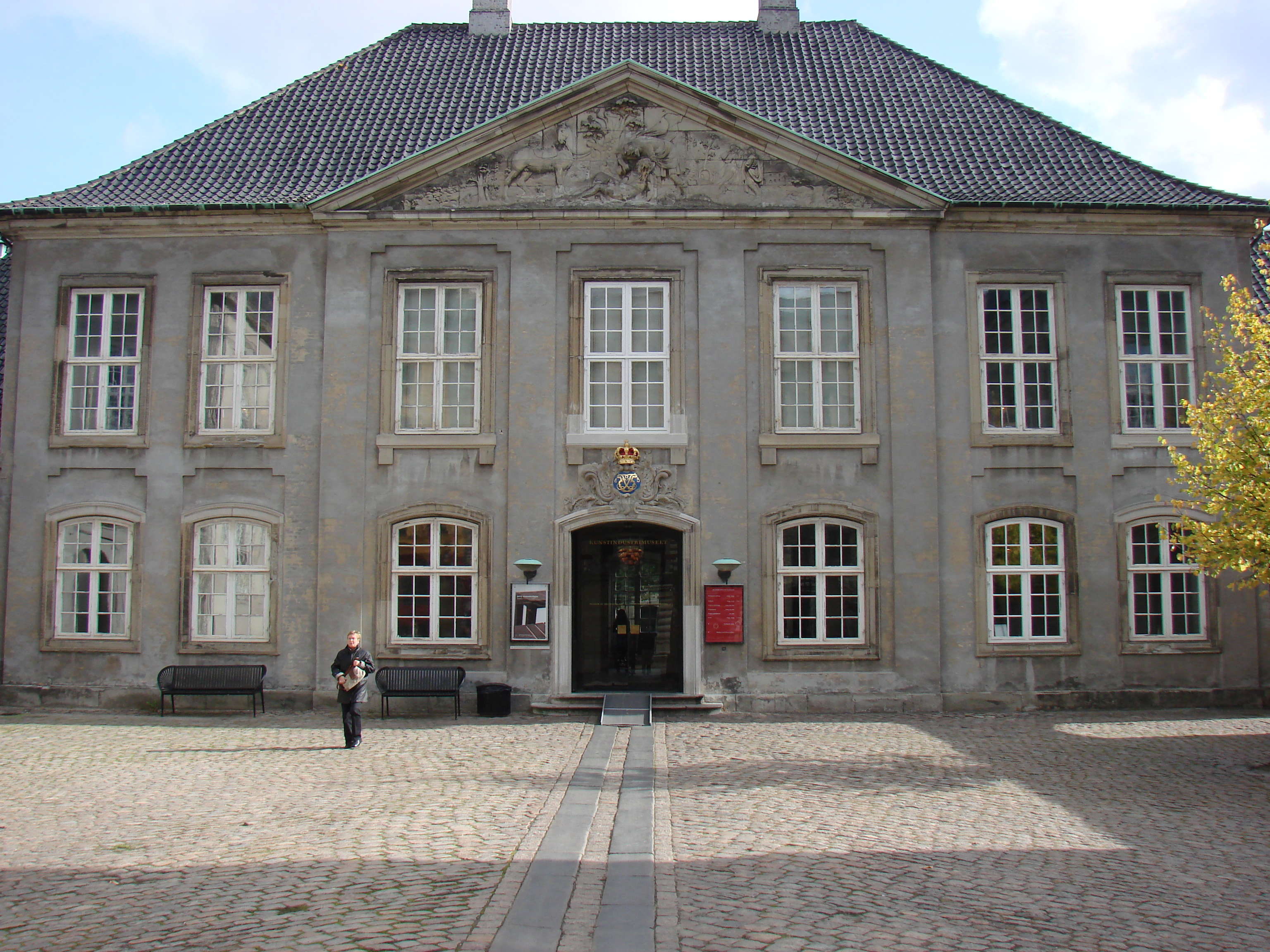
Muzeum, z którego gang kradnie statuetkę

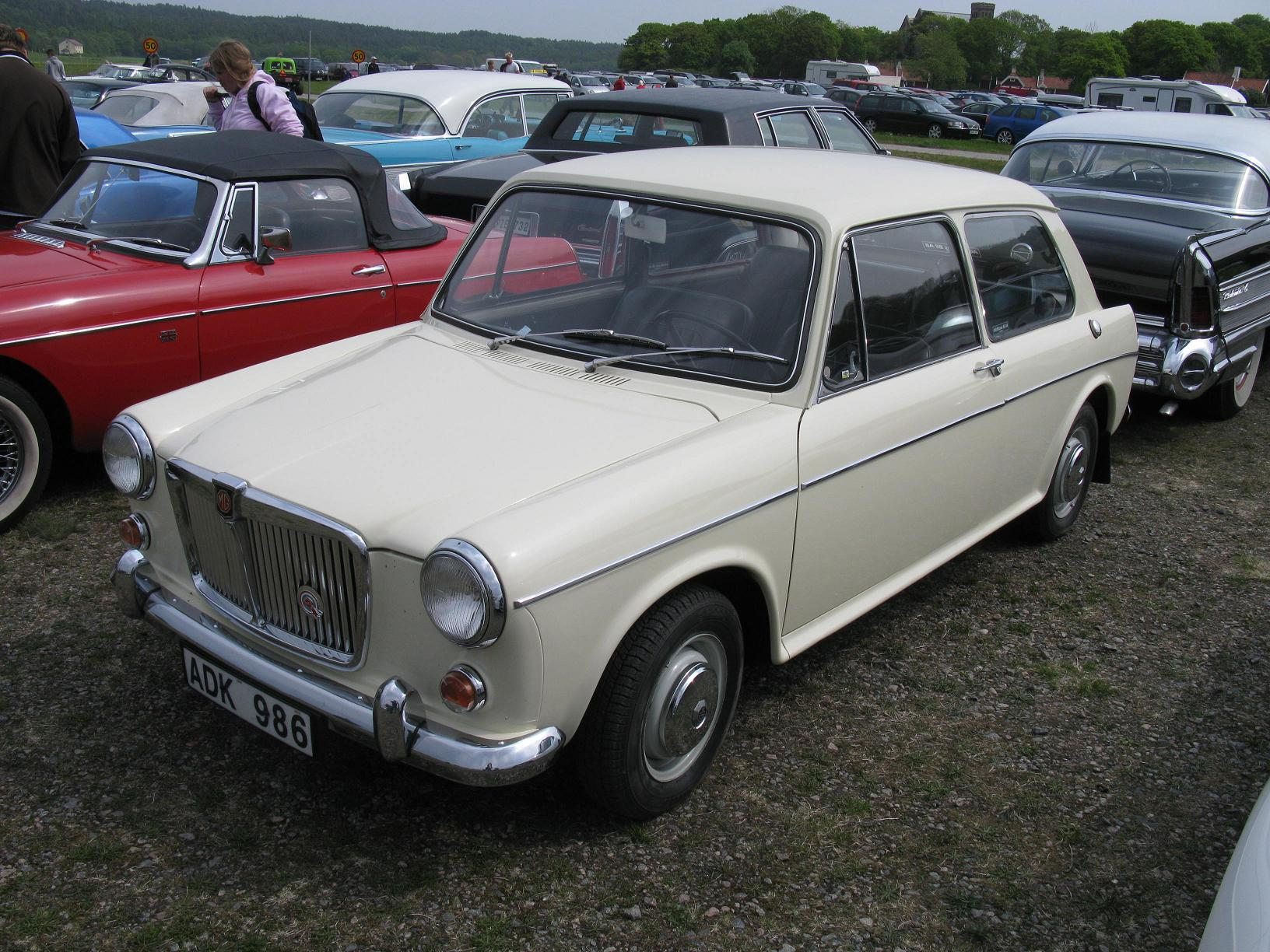
3-drzwiowy MG, jakim porusza się Mortensen

Trzyosobowy gang drobnych kopenhaskich złodziei, składający się z Egona, kierowcy Benny'ego i otyłego Kjelda, próbuje wykonać nocne włamanie do miejscowego sklepu tytoniowego. Gdy włącza się alarm sklepowy, Benny i Kjeld rzucają się do ucieczki, pozostawiając Egona, którego zatrzymują policjanci.
Po odbyciu kary pozbawienia wolności Egon wychodzi po raz kolejny z więzienia, przed którym już czeka na niego reszta gangu ze starym, zaniedbanym amerykańskim samochodem Plymouth Belvedere. Jadą nim do zaprzyjaźnionego baru z domem publicznym Hamlet, by Egon odwiedził „stare kąty”. Egon Olsen to elegancki przestępca w starym stylu i miłośnik cygar. Miejscem spotkań i narad gangu jest mieszkanie Yvonne i Kjelda Jensenów. Egon razem z Bennym i Kjeldem chcą zdobyć miliony i przeprowadzić się na Majorkę: „Tym razem nas nie złapią”. W tym celu precyzyjnie opracowują wielki „skok”. Zamierzają ukraść Kaiseraufsatz, niezwykle drogą złotą statuetkę Hohenzollernów - z naczyniem ofiarnym i wysadzaną drogimi kamieniami, która zostaje wystawiona w kopenhaskim muzeum w ramach Tygodnia Bawarskiego i jest pilnowana osobiście przez policjanta Mortensena. Oprócz tego Mortensen prowadzi skomplikowane śledztwo dotyczące pornografii, w którą jest zamieszana porno-modelka Ulla, narzeczona Benny'ego.
Statuetka jest zabezpieczona automatycznym chowaniem do podziemnego sejfu. Członkowie gangu i Borge wybierają się na wystawę, by obejrzeć eksponat i budynek muzeum. Po wizycie i niezwykle szczegółowym rozpoznaniu terenu Egon opracowuje misterny plan kradzieży statuetki, wyliczony co do sekundy. Zgodnie z nim, członkowie gangu muszą dostać się do muzeum przez podziemne tunele i kanały. Ponieważ bezpośrednio po kradzieży gang, Ulla i rodzina Kjelda chcą polecieć do Palma de Mallorca, Benny rezerwuje bilety lotnicze, jednak nikt nie ma pieniędzy, by za nie zapłacić. Ostatecznie, aby opłacić przelot gang zabiera książeczkę oszczędnościową starszego, ale nieletniego syna Kjelda.
W wykonaniu „skoku” pomaga gangowi zaprzyjaźniona prostytutka. Gang wywołuje w muzeum fałszywy alarm, w wyniku którego statuetka zjeżdża do podziemia, gdzie oczekują na nią członkowie gangu. Benny gubi tam fotografię swojej narzeczonej z dedykacją dla niego, co naprowadza policjantów na gang. Po zdobyciu statuetki gang ucieka z nią na lotnisko zdezolowanym plymouthem, który po drodze ze względu na bardzo zły stan techniczny policjanci im odbierają i z ukrytym w nim eksponatem odsyłają na holu na zamknięty parking. Tymczasem ich kobiety z dziećmi czekają na lotnisku. Gang w nocy „odbija” statuetkę z plymoutha na parkingu i ukrywa ją w wózku dziecinnym Kjelda, razem z jego dzieckiem. Opuszczony pod barem wózek z dzieckiem zabiera Yvonne, gadatliwa żona Kjelda i wyprowadza się do mamy. Od użycia kradzionego samochodu MG Mortensena rozpoczyna się szalony pościg gangu za Yvonne - w czasie którego gang zmienia samochody, a policjantów za gangiem. Mortensen ściga ich nawet z narażeniem własnego życia. Do pomocy w ucieczce gangu włączają się ze swoim samochodem zaprzyjaźnione prostytutki, odwracając uwagę policjantów. Ostatecznie Benny godzi się z będącą w ciąży narzeczoną, a Yvonne godzi się z Kjeldem, a ich syn Borge oddaje eksponat policji. Osamotniony Egon zostaje ujęty na promie przez policjantów. Mortensen w związku z brakiem sukcesów zawodowych zostaje skierowany do patrolowania ulic.
Mijają dwa lata i Egon po raz kolejny opuszcza to samo więzienie. Z Bennym i Kjeldem sprzedają na ulicy banany ze straganu. Zauważa to patrolujący ulicę Mortensen i usiłuje zainterweniować, jednak wpada w poślizg na skórce od banana.

## Obsada
- Ove Sprogøe – Egon Olsen
- Morten Grunwald – Benny Frandsen
- Poul Bundgaard – Kjeld Jensen
- Kirsten Walther – Yvonne Jensen, żona Kjelda
- Asger Clausen – Birger Jensen, starszy syn Yvonne i Kjelda
- Jes Holtsø – Borge Jensen, młodszy syn Yvonne i Kjelda
- Paul Hagen – barman Hansen
- Lotte Tarp – Ulla, narzeczona Benny'ego
- Peter Steen – policjant Mortensen
- Poul Thomsen – policjant
- Lise Henningsen – prostytutka
- Hanne Løye – prostytutka
- Lone Gersel – prostytutka
- Ebba Amfeldt – ekspedientka w sex shopie
- Ulf Pilgaard – fotograf
- Ego Brønnum-Jacobsen – dyrektor muzeum
- Ole Monty – szeryf
- Poul Reichhardt – Rigspolitichef
- Grethe Sønck – Connie
- Einar Juhl – niemiecki ambasador
- Ernst Meyer – pracownik stacji benzynowej
- Bjørn Puggaard-Müller – detektyw
- Gunnar Strømvad – nocny strażnik
- Gunnar Bigum
- Arthur Jensen